# Polskie Towarzystwo Chirurgów Dziecięcych
Polskie Towarzystwo Chirurgów Dziecięcych (PTChD) – polskie towarzystwo naukowe specjalistyczne założone w 1965 w Łodzi; zrzesza chirurgów dziecięcych, lekarzy innej specjalności interesujący się zagadnieniami chirurgii dziecięcej i pielęgniarki/pielęgniarzy chirurgii dziecięcej. Siedziba zarządu PTChD znajduje się we Wrocławiu.
W ramach PTChD działają sekcje: Sekcja Chirurgii Plastycznej, Rekonstrukcyjnej i Leczenia Oparzeń, Sekcja Historii Chirurgii Dziecięcej, Sekcja Chirurgii Onkologicznej Dzieci i Młodzieży, Sekcja Dziecięcej Chirurgii Urazowej i Medycyny Ratunkowej, Sekcja Urologii Dziecięcej, Sekcja Torakochirurgii oraz Sekcja Zakażeń.
Prezesem PTChD w kadencji 2006–2009 był prof. dr hab. n. med. Janusz Bohosiewicz z Katowic.
Od roku 2009 prezesem był dr hab. n. med. Wojciech Dębek z Białegostoku, zaś prezesem w latach 2012–2014 był dr hab. n. med. Piotr Czauderna z Gdańska.